# Masako Bandō
坂東 眞砂子 (Bandō Masako)
Masako Bandō (坂東 眞砂子, Bandō Masako, 30 mars 1958 - 27 janvier 2014) est une autrice japonaise. Elle a reçu le prestigieux prix Naoki en 1996 pour le roman Yamako.

## Biographie
Masakao Bandō naît à dans le village de Tagono (maintenant la ville de Sakawa, Takaoka, dans la préfecture de Kōchi). Elle étudie à l'Université des femmes de Nara,, puis part faire des études de design d'intérieur à l'Université polytechnique de Milan et à l'Académie des beaux-arts de Brera. À son retour au Japon, elle se lance dans l'écriture et publie dans des magazines de littératures de l'imaginaire. Elle fait ses débuts avec un roman de fantasy pour enfants. Elle se tourne ensuite vers la littérature pour adultes.
Ses œuvres appartiennent en majorité au genre de l'horreur, ses sujets de prédilection étant le sexe et ma mort.
Elle vit quelque temps à Tahiti puis au Lido de Venise ; à son retour au Japon, elle ouvre un café italien en 2009 dans sa province natale, Kōchi.
On lui diagnostique un cancer de la langue en 2014 et elle meurt en janvier 2014.

## Prix Littéraires
- 1982 : Prix Mainichi de littérature pour enfants pour ミルクでおよいだミルクひめ
- 1994 : Prix du roman japonais d'horreur, Mention honorable pour 蟲 (Mushi - Insecte)
- 1996 : Prix Shimase pour 桜雨 (Sakura Ame - Pluie de fleurs de cerisier)
- 1996 : Prix Naoki - 山妣 (Yamako)
- 2002 : Prix Shibata Renzaburo pour 曼荼羅道 (Mandara michi - La route des mandalas)

## Œuvres
En français
- Les Dieux-chiens (狗神 - Inugami), Actes Sud (Adapté au cinéma)

En japonais
- ミラノの風とシニョリーナ イタリア紀行 (Mirano no kaze to shinyorīna Itaria kikō), 1986
- クリーニング屋のお月さま (Kurīningu-ya no o Runa-sama), 1987
- はじまりの卵の物語 (Hajimari no tamago no monogatari), 1989
- メトロ・ゴーラウンド (Metro Go Round), 1992
- 死国 (Shikoku), 1993  - Adapté au cinéma en 1999
- 狗神 (Inugami), 1993 - Adapté au cinéma en 2001
- 桃色浄土 (Momoiro jōdo), 1994
- 蛇鏡 (Jakyō), 1994
- 蟲 (Mushi), 1994
- 桜雨 (Sakura ame), 1995
- 屍の声 (Shikabane no koe), 1996
- 山妣 (Yamako), 1996
- 身辺怪記 (Shinpen kai-ki), 1997
- 満月の夜古池で (Mangetsu no yoru Furuike de), 1997
- 旅涯ての地 (Tabihate no ji), 1998
- ラ・ヴィタ・イタリアーナ (La Vita Italiana), 1999
- 葛橋 (Kuzu-bashi), 1999
- 神祭 (Kamisai), 2000
- 愛を笑いとばす女たち (Ai o waraitobasu on'na-tachi), 2000
- 13のエロチカ (13 no erochika), 2000
- イタリア・奇蹟と神秘の旅 (Itaria kiseki to shinpi no tabi), 2000
- 道祖土家の猿嫁 (Saidoke no saru yome), 2000
- 愛と心の迷宮 イタリアと日本 (Ai to kokoro no meikyū Itaria to Nihon), 2001
- 曼荼羅道 (Mandara-dō), 2001
- 夢の封印 (Yme no fūin), 2002
- わたし (Watashi), 2002
- 善魂宿 (Zen tamashī yado), 2002
- 快楽の封筒 (Kairaku no fūtō), 2003
- 岐かれ路 春話二十六夜 (Kare-ji haru-banashi nijūrokuya), 2004
- 月待ちの恋 春話二十六夜 (Tsuki-machi no koi haru-banashi nijūrokuya), 2004
- 梟首の島 (Kyōshu no shima), 2005
- 血と聖 (Chi to Sei), 2006
- 異国の迷路 (Ioku no meiro), 2006
- 天唄歌い (Autautai), 2006
- 南洋の島語り タヒチからの手紙 (Nn'yō no shima katari Tahichi kara no tegami), 2006
- 鬼に喰われた女 今昔千年物語 (Oi ni kuwa reta on'na konjaku Chitose monogatari), 2006
- パライゾの寺 天国 (Paraizo no tera tengoku), 2007
- 花の埋葬 24の夢想曲 (Hana no maisō 24 no musōkyoku), 2007
- 傀儡 (Kugutsu), 2008
- 鬼神の狂乱 (Kishin no kyōran), 2008
- 見知らぬ町 (Mishiranu machi), 2008
- 「子猫殺し」を語る 生き物の生と死を幻想から現実へ (`Koneko koroshi' o kataru ikimono no seitoshi o gensō kara genjitsu e), 2009
- ブギウギ (Bugiugi,) 2010
- 天狗小僧魔境異聞 (Tengu kozō makyō ibun), 2011
- くちぬい (Kuchi nui) 2011
- 逢はなくもあやし (Wanaku mo ayashi), 2011
- 朱鳥の陵 (Asuka no ryō), 2012
- 隠された刻 (Kakusareta kok), 2013
- 眠る魚 (Nemuru sakana), 2014
- 瓜子姫の艶文 (Urikohime no enbun), 2014